# Kūshk-e Khāleşeh-ye Bālā
Kūshk-e Khāleşeh-ye Bālā (persiska: كوشكِ بالا, كوشكِ خالِسِه بالا, Kūshk-e Bālā, كوشک خالصه بالا, كوشک) är en ort i Iran.   Den ligger i provinsen Semnan, i den centrala delen av landet, 100 km sydost om huvudstaden Teheran. Kūshk-e Khāleşeh-ye Bālā ligger 848 meter över havet och antalet invånare är 692.
Terrängen runt Kūshk-e Khāleşeh-ye Bālā är huvudsakligen platt, men norrut är den kuperad.Runt Kūshk-e Khāleşeh-ye Bālā är det glesbefolkat, med 9 invånare per kvadratkilometer. Närmaste större samhälle är Garmsār, 3,1 km nordväst om Kūshk-e Khāleşeh-ye Bālā. Trakten runt Kūshk-e Khāleşeh-ye Bālā består till största delen av jordbruksmark.